# ブリティッシュコロンビア州の大学の一覧
ブリティッシュコロンビア州
赤点は各大学のメインキャンパスの位置
カナダのブリティッシュコロンビア州には、11校の公立大学と4校の私立大学がある。ブリティッシュコロンビア州で中等教育機関が新規に学位プログラムを設置する際には、同州高等教育省（Ministry of Advanced Education and Labour Market Development）による承認を受ける必要がある。また、私立機関が州内で学位授与を開始し、教育目的で機関名に university を冠する場合においても同省の承認を受けなければならない。現在、州内で最も人口の多いメトロバンクーバー地域には、キャピラノ大学、エミリー・カー美術大学、クワントレン工科大学、サイモンフレーザー大学、ブリティッシュコロンビア大学の5校があり、またバンクーバー島にはロイヤルローズ大学、ビクトリア大学、バンクーバーアイランド大学、カナダウエスト大学の4校がある。キャピラノ大学、クワントレン工科大学、バンクーバーアイランド大学、クエスト大学は学部教育に重点を置いている。
州内最古の大学は、1908年に創立したブリティッシュコロンビア大学である。2008年9月1日には、キャピラノ大学、エミリー・カー美術大学、クワントレン工科大学、フレーザーバレー大学、バンクーバーアイランド大学の5校が正式に大学として認定された。各大学の在籍学生数は、クエスト大学の80人からブリティッシュコロンビア大学の45,484人まで様々である。

## 大学

### 公立大学

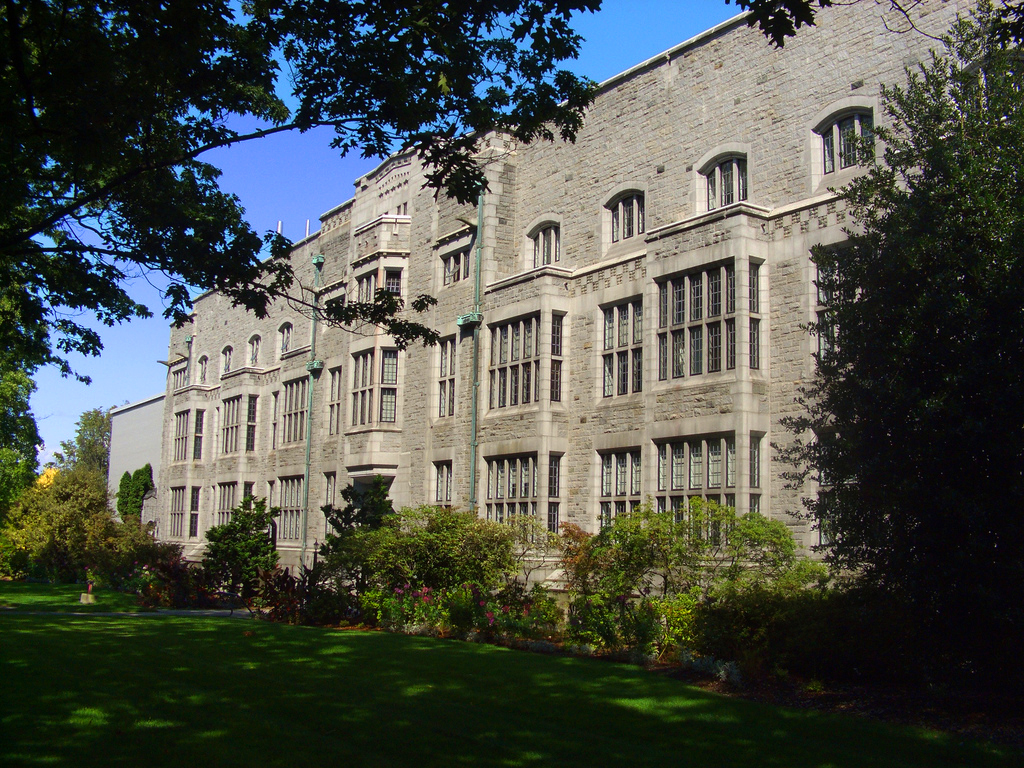
ブリティッシュコロンビア大学

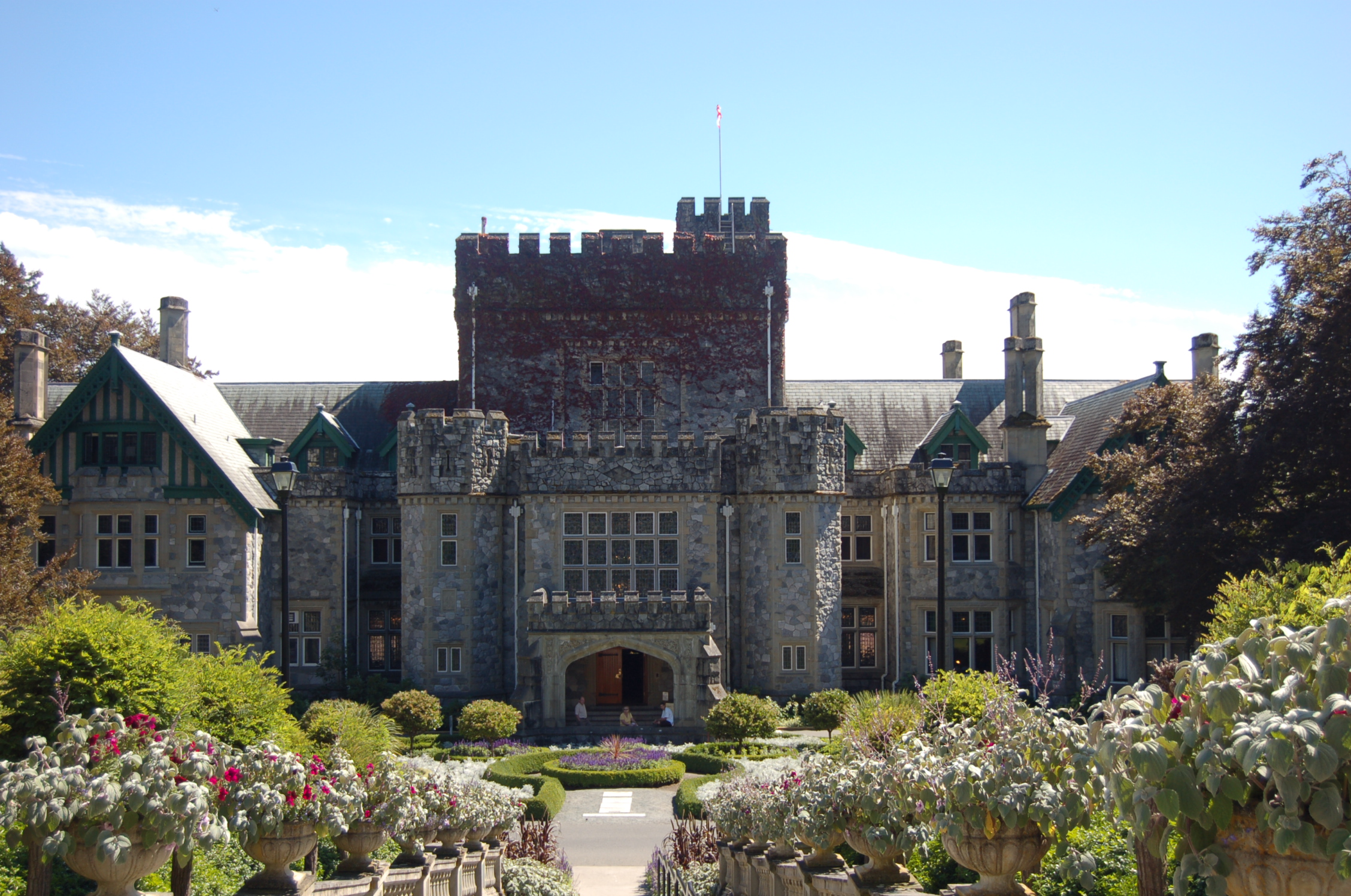
ロイヤルローズ大学

| 機関名                               | 所在地                                          | 創立年 | 学部生 | 大学院生 | 総数   | 備考   |
| ------------------------------------ | ----------------------------------------------- | ------ | ------ | -------- | ------ | ------ |
| キャピラノ大学                       | ノースバンクーバー                              | 1968   | 6,615  | 0        | 6,615  | [ 3 ]  |
| エミリー・カー美術大学               | バンクーバー                                    | 1925   | 1,650  | 30       | 1,680  | [ 4 ]  |
| クワントレン工科大学                 | リッチモンド サレー ラングリー クローバーデール | 1981   | 16,154 | 0        | 16,154 | [ 5 ]  |
| ロイヤルローズ大学                   | ビクトリア                                      | 1995   | 973    | 2,163    | 3,136  | [ 6 ]  |
| サイモンフレーザー大学               | バーナビー サレー バンクーバー                  | 1965   | 29,591 | 5,399    | 34,990 | [ 7 ]  |
| トンプソンリバーズ大学               | カムループス                                    | 1970   | 7,400  | 80       | 7,480  | [ 8 ]  |
| ブリティッシュコロンビア大学         | バンクーバー ケロウナ                           | 1908   | 37,501 | 7,983    | 45,484 | [ 9 ]  |
| フレーザーバレー大学                 | アボッツフォード                                | 1974   | 6,550  | 40       | 6,590  | [ 10 ] |
| ノーザンブリティッシュコロンビア大学 | プリンス・ジョージ                              | 1990   | 2,980  | 520      | 3,500  | [ 11 ] |
| ビクトリア大学                       | ビクトリア                                      | 1963   | 16,961 | 2,514    | 19,475 | [ 12 ] |
| バンクーバーアイランド大学           | ナナイモ                                        | 1969   | 5,760  | 74       | 5,834  | [ 13 ] |

### 私立大学

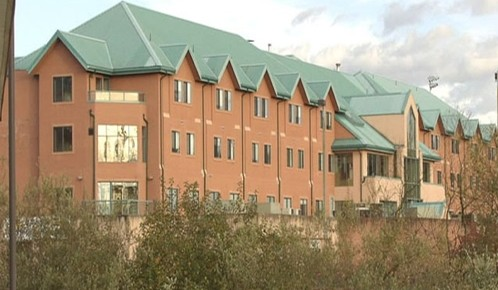
トリニティウエスタン大学

| 機関名                       | 所在地         | 創立年 | 学部生 | 大学院生 | 総数  | 備考   |
| ---------------------------- | -------------- | ------ | ------ | -------- | ----- | ------ |
| フェアリー・ディキンソン大学 | バンクーバー   | 2007   | 78     | 0        | 78    | [ 14 ] |
| クエスト大学                 | スカーミッシュ | 2002   | 142    | 0        | 80    | [ 15 ] |
| トリニティウエスタン大学     | ラングリー     | 1962   | 2,414  | 603      | 3,017 | [ 16 ] |
| カナダウエスト大学           | ビクトリア     | 2005   | 151    | 0        | 151   | [ 17 ] |